# Bruno Raschi
Bruno Raschi (Borgo Val di Taro, 4 dicembre 1923 – Milano, 2 maggio 1983) è stato un giornalista italiano.

## Biografia

Gianni Brera, Sergio Zavoli e Bruno Raschi durante una puntata del Processo alla tappa

Laureato in Lettere a Torino, per mantenersi gli studi aveva iniziato a lavorare a Tuttosport nel 1952. Nell'ottobre 1959 passò alla Gazzetta dello Sport, dove rimase per oltre vent'anni divenendone vicedirettore. Seguì le Olimpiadi di Roma e si occupò di calcio e pugilato, ma legò il suo nome e gran parte della sua carriera al ciclismo che lo vide per inviato complessivamente a 30 edizioni del Giro d'Italia e 18 del Tour de France. In particolare, al Giro, era stretto collaboratore di Vincenzo Torriani e partecipava regolarmente alle puntate del Processo alla tappa curato da Sergio Zavoli.
Godeva di grande rispetto e stima da parte dei colleghi, che lo soprannominarono "il Divino". Nel 1977 ricevette il Premio Saint-Vincent per il giornalismo.
Dopo la sua morte sono state pubblicate due antologie degli articoli di Bruno Raschi: Ronda di notte - Storie personaggi e fiabe del Giro e del Tour, uscita nel 1984 e ristampata nel 2013 a cura di Beppe Conti, e Bella è la sera, a cura di Giuseppe Castelnovi e Marco Pastonesi, uscita nel 2008
Gli sono stati intitolati il palasport di Parma (PalaRaschi) e quello di Borgo Val di Taro.